# Xenosaga
Xenosaga (яп. ゼ ノ サ ー ガ) — серія науково-фантастичних відеоігор, розроблених Monolith Soft і виданих Namco Bandai у вигляді трилогії для PlayStation 2. Налічує три основні гри, кілька спін-оффів і аніме-адаптацію. Серія Xenosaga служить духовним наступником гри Xenogears, випущеної в 1998 році для PlayStation. Хоч ці ігри і не пов'язані напряму, вони використовують подібну термінологію, механіку і сетинг. Творцем Xenogears і Xenosaga є Тецуя Такахасі, який в 1998 разом з Хірохіде Сугіура покинув комапанію Square і заснував Monolith Soft.
Перша гра в трилогії, Episode I: Der Wille zur Macht вийшла в лютому 2002 року в Японії, а в лютому 2003 року в Північній Америці. Episode II: Jenseits von Gut und Böse було випущено в червні 2004 року в Японії і в лютому 2005 року в Північній Америці. Xenosaga: The Animation, аніме за мотивами Епізоду I, почало транслюватися на TV Asahi в Японії 5 січня 2005 року. Episode III: Also sprach Zarathustra є останньою грою у серії Xenosaga, що вийшла 6 липня 2006 в Японії і 29 серпня 2006 року в Північній Америці.
Спочатку було заплановано 6 епізодів, але до того часу як Епізод III був випущений, Namco постановили, що три частини буде оптимальною кількістю. Готується до випуску Xenosaga HD Collection — перевидання серії з осучасненою графікою.
Кожна гра в трилогії Xenosaga отримала в цілому позитивні відгуки, проте Episode II більш змішані. Агрегатор Metacritic дав 83% для Епізоду I, 71% для Епізоду II, і 81% для Епізоду III.

## Ігри серії

### Основна серія
- Xenosaga Episode I: Der Wille zur Macht (2002)
- Xenosaga Episode II: Jenseits von Gut und Böse (2004)
- Xenosaga Episode III: Also sprach Zarathustra (2006)
- Xenosaga HD Collection (статус невідомий)

### Спін-офи
- Xenosaga: Pied Piper (2004)
- Xenosaga Freaks (2004)
- Xenosaga I & II (2006)

## Сетинг серії
Події серії обертаються навколо об'єкта штучного походження у вигляді стели, відомого як просто «Об'єк», «МАМ» (МагнітноАномальна Матерія) або ж Зохар (англ. Zohar). Він же фігурує і в грі Xenogears. В Xenosaga це об'єкт, який, імовірно, спричинив зародження життя на Землі та був віднайдений в 2001 році.
Дія Episode I розгортається в VIII тисячолітті, коли людство розселилося всесвітом та заселило 500 тисяч планет, але Земля після експериментів з Зохаром зникла і вважається священною планетою, «Загубленим Єрусалимом» (англ. Lost Jerusalem). В цей час на людей нападають прибульці з паралельного виміру, звані «Гносис» (англ. Gnosis). Організація U-Tic ставить на меті за допомогою Зохара та його копій подолати прибульців, домогтися необмеженої влади і могутності для своїх членів, а решту людства перевести на вищий рівень існування.
Протагоністом виступає молода жінка Шіон Узукі (англ. Shion Uzuki), керівник проекту КОС-МОС — робота-гіноїда, сконструйованого для протистояння «Гносису». Вона має стати альтернативою для пілотованих роботів AGWS (Anti Gnosis Weapon System).
Episode II починається з передісторії протагоністів Episode I. Дія починається з вибуху в центрі Мілітіанського конфлікту, після якого почалося вторгнення «Гносису», що відбувається в спогадах нового персонажа на ім'я Ханаан. Головним протагоністом виступає Джин, брат Шіон.
Дія Episode III відбувається через 2 роки після подій Episode I. Шіон покидає роботу у Vector Industries, коли дізнається про злочинну діяльність корпорації, пов'язану з появою «Гносису». Тепер Шіон працює на підпільну організацію Scientia, яка намагається викрити справи Vector. Проект KOS-MOS тим часом скасований, а місце KOS-MOS займає схожий на неї робот T-elos.